# Moment 4 Life
Moment 4 Life – trzeci oficjalny singel trynidadzkiej raperki Nicki Minaj i kanadyjskiego rapera Drake’a z jej debiutanckiego albumu studyjnego Pink Friday. Został wyprodukowany przez T-Minusa, natomiast napisany przez dwójkę artystów. Utwór zainspirowany był stworzoną przez Minaj historią o dwójce dorastających dzieci, które marzyły o zostaniu sławnymi raperami. Piosenka zajęła 13 miejsce na liście Billboard Hot 100 i 1 miejsca na listach Hot Rap Tracks i Hot R&B/Hip-Hop Songs. Poza tym odniosła znaczny sukces międzynarodowy zajmując miejsca w pierwszej 40 w Kanadzie, Irlandii, Wielkiej Brytanii, Belgii i Francji.

## Certyfikaty
| Kraj                     | Certyfikat      |
| ------------------------ | --------------- |
| Stany Zjednoczone (RIAA) | platynowa płyta |
| Wielka Brytania (BPI)    | platynowa płyta |